# 1. Fußball- und Sportverein Mainz 05 1962-1963
Questa voce raccoglie le informazioni riguardanti il 1. Fußball- und Sportverein Mainz 05 nelle competizioni ufficiali della stagione 1962-1963.

## Stagione
Nella stagione 1962-1963 il Magonza, allenato da Heinz Baas, concluse il campionato di Oberliga sudovest al 12º posto.

## Rosa
| N. |                     | Ruolo | Calciatore          |
| -- | ------------------- | ----- | ------------------- |
|    | Germania (bandiera) | P     | Horst-Dieter Strich |
|    | Germania (bandiera) | D     | Gerhard Görlach     |
|    | Germania (bandiera) | D     | Norbert Liebeck     |
|    | Germania (bandiera) | D     | Helmut Müllges      |
|    | Germania (bandiera) | D     | Ulrich Rother       |
|    | Germania (bandiera) | C     | Toni Burghardt      |
|    | Germania (bandiera) | C     | Willi Jakobi        |
|    | Germania (bandiera) | C     | Horst Schuch        |
|    | Germania (bandiera) | C     | Carlo Storck        |

| N. |                     | Ruolo | Calciatore       |
| -- | ------------------- | ----- | ---------------- |
|    | Germania (bandiera) | C     | Manfred Zimmer   |
|    | Germania (bandiera) | A     | Erwin Bader      |
|    | Germania (bandiera) | A     | Vincenz Fuchs    |
|    | Germania (bandiera) | A     | Helmut Haßhoff   |
|    | Germania (bandiera) | A     | Manfred Nehren   |
|    | Germania (bandiera) | A     | Albert Neunecker |
|    | Germania (bandiera) | A     | Winfried Nothnik |
|    | Germania (bandiera) | A     | Peter Richter    |

## Organigramma societario
Area tecnica
- Allenatore: Heinz Baas
- Allenatore in seconda:
- Preparatore dei portieri:
- Preparatori atletici:
- Analisi video:

## Calciomercato

### Sessione estiva
| Acquisti | Acquisti            | Acquisti       | Acquisti |
| R.       | Nome                | da             | Modalità |
| -------- | ------------------- | -------------- | -------- |
| C        | Toni Burghardt      | VfL Leverkusen |          |
| P        | Horst-Dieter Strich | Wormatia Worms |          |

| Cessioni | Cessioni       | Cessioni         | Cessioni |
| R.       | Nome           | a                | Modalità |
| -------- | -------------- | ---------------- | -------- |
| A        | Erich Bäumler  | Opel Rüsselsheim |          |
| P        | Armin Kerkmann | SV Raunheim      |          |
| A        | Jürgen Lomp    | FVgg 03 Mombach  |          |

## Risultati

### Oberliga sudovest

#### Girone di andata
| Arbitro: | Siebert |

|                                                  |           |            |
| Kirstein 12’ Dächert 24’, 76’ Müllges 73’ (aut.) | Marcatori | 82’ Storck |

| Arbitro: | Bernhard |

|                                                         |           |                     |
| Nehren 26’, 33’ Liebeck 53’ (rig.) Fuchs 69’ Storck 79’ | Marcatori | 31’ Horn 46’ Müller |

| Arbitro: | Mathieu |

|  |           |            |
|  | Marcatori | 47’ Nehren |

| Arbitro: | Henmann |

|  |           |             |
|  | Marcatori | 73’ Bambach |

| 16 settembre 1962 5ª giornata | Eintracht Bad Kreuznach | 0 – 0 referto | Magonza | (2 000 spett.)\| Arbitro: \| Hager \| |
| Arbitro:                      | Hager                   |               |         |                                       |

| Arbitro: | Ott |

|  |           |                  |
|  | Marcatori | 63’ Dörrenbächer |

| Arbitro: | Fritz |

|                                       |           |           |
| Krafczyk 59’ Schwierzke 67’ Diehl 70’ | Marcatori | 90’ Fuchs |

| Arbitro: | Hahn |

|                            |           |  |
| Steer 80’ Schaumburger 82’ | Marcatori |  |

| Arbitro: | Altmann |

|                                                              |           |          |
| Fuchs 13’, 56’ Nothnik 14’, 87’ Liebeck 69’ (rig.) Bader 71’ | Marcatori | 68’ Groß |

| Arbitro: | Mathieu |

|           |           |             |
| Fuchs 71’ | Marcatori | 16’ Wingert |

| Arbitro: | Jäger |

|             |           |  |
| Hohmann 17’ | Marcatori |  |

| Arbitro: | Schäffer |

|  |           |                                     |
|  | Marcatori | 5’ Pulter 51’ Reitgassl 79’ Richter |

| Arbitro: | Bien |

|                                 |           |  |
| Fetick 34’ (rig.) Hölzemann 53’ | Marcatori |  |

| Arbitro: | Fritz |

|                        |           |            |
| Christ 49’ Gärtner 90’ | Marcatori | 67’ Nehren |

| Arbitro: | Hahn |

|           |           |                  |
| Fuchs 48’ | Marcatori | 72’, 82’ Tretter |

#### Girone di ritorno
| Arbitro: | Schmid |

|           |           |  |
| Fuchs 19’ | Marcatori |  |

| Kaiserslautern 3 marzo 1963 17ª giornata | VfR K'lautern | 0 – 0 referto | Magonza | Stadion Erbsenberg (1 000 spett.)\| Arbitro: \| Weber \| |
| Arbitro:                                 | Weber         |               |         |                                                          |

| Arbitro: | Feuersenger |

|                     |           |            |
| Fuchs 54’ Bader 80’ | Marcatori | 87’ Wirges |

| Magonza 21 gennaio 1963 19ª giornata | Magonza   | 0 – 0 referto | Eintracht Bad Kreuznach | Stadion am Bruchweg (1 000 spett.)\| Arbitro: \| Scheuring \| |
| Arbitro:                             | Scheuring |               |                         |                                                               |

| Arbitro: | Tremmel |

|                               |           |  |
| Pidancet 32’ May 34’ Berg 73’ | Marcatori |  |

| Arbitro: | Rodenhausen |

|                      |           |              |
| Zimmer 86’ Fuchs 88’ | Marcatori | 70’ Krafczyk |

| Arbitro: | Hust |

|                       |           |              |
| Bader 79’ Görlach 88’ | Marcatori | 73’ Wittmann |

| Arbitro: | Bersch |

|               |           |                      |
| Groß 63’, 89’ | Marcatori | 29’ Bader 85’ Zimmer |

| Arbitro: | Ommerborn |

|          |           |           |
| Zorn 10’ | Marcatori | 65’ Fuchs |

| Arbitro: | Glatthaar |

|                                                  |           |                |
| Vondung 29’, 90’ Wingert 46’, 85’ I 49’ Rahn 59’ | Marcatori | 47’, 67’ Bader |

| Arbitro: | Kandlbinder |

|            |           |          |
| Storck 26’ | Marcatori | 4’ Brill |

| Arbitro: | Hager |

|                                       |           |  |
| Richter 61’ Reitgassl 72’ Neumann 80’ | Marcatori |  |

| Arbitro: | Gusenburger |

|                                    |           |       |
| Zimmer 19’ Nothnik 45’ Müllges 88’ | Marcatori | 8’ II |

| Arbitro: | Zimmermann |

|                                      |           |  |
| Tretter 47’ Emler 63’ Trapp 73’, 78’ | Marcatori |  |

| Arbitro: | Kahrmann |

|  |           |                           |
|  | Marcatori | 12’ Massion 73’ Schneider |

## Statistiche

### Statistiche di squadra
| Competizione      | Punti | In casa | In casa | In casa | In casa | In casa | In casa | In trasferta | In trasferta | In trasferta | In trasferta | In trasferta | In trasferta | Totale | Totale | Totale | Totale | Totale | Totale | DR  |
| Competizione      | Punti | G       | V       | N       | P       | Gf      | Gs      | G            | V            | N            | P            | Gf           | Gs           | G      | V      | N      | P      | Gf     | Gs     | DR  |
| ----------------- | ----- | ------- | ------- | ------- | ------- | ------- | ------- | ------------ | ------------ | ------------ | ------------ | ------------ | ------------ | ------ | ------ | ------ | ------ | ------ | ------ | --- |
| Oberliga sudovest | 23    | 15      | 7       | 3       | 5       | 24      | 18      | 15           | 1            | 4            | 10           | 9            | 33           | 30     | 8      | 7      | 15     | 33     | 51     | -18 |
| Totale            | 23    | 15      | 7       | 3       | 5       | 24      | 18      | 15           | 1            | 4            | 10           | 9            | 33           | 30     | 8      | 7      | 15     | 33     | 51     | -18 |

### Andamento in campionato
| Giornata  | 1  | 2 | 3 | 4 | 5 | 6 | 7  | 8  | 9  | 10 | 11 | 12 | 13 | 14 | 15 | 16 | 17 | 18 | 19 | 20 | 21 | 22 | 23 | 24 | 25 | 26 | 27 | 28 | 29 | 30 |
| --------- | -- | - | - | - | - | - | -- | -- | -- | -- | -- | -- | -- | -- | -- | -- | -- | -- | -- | -- | -- | -- | -- | -- | -- | -- | -- | -- | -- | -- |
| Luogo     | T  | C | T | C | T | C | T  | T  | C  | C  | T  | C  | T  | T  | C  | C  | T  | C  | C  | T  | C  | C  | T  | T  | T  | C  | T  | C  | T  | C  |
| Risultato | P  | V | V | P | N | P | P  | P  | V  | N  | P  | P  | P  | P  | P  | V  | N  | V  | N  | P  | V  | V  | N  | N  | P  | N  | P  | V  | P  | P  |
| Posizione | 14 | 8 | 7 | 9 | 9 | 9 | 11 | 12 | 11 | 11 | 11 | 12 | 14 | 15 | 15 | 13 | 13 | 11 | 13 | 14 | 12 | 11 | 11 | 11 | 11 | 12 | 12 | 11 | 12 | 12 |

Legenda:

Luogo: C = Casa; T = Trasferta. Risultato: V = Vittoria; N = Pareggio; P = Sconfitta.

### Statistiche dei giocatori
| E. Bader     | 22 | 6  | 0 | 0 |
| T. Burghardt | 15 | 0  | 0 | 0 |
| E. Eckstein  | 5  | 0  | 0 | 0 |
| V. Fuchs     | 30 | 10 | 0 | 0 |
| G. Görlach   | 12 | 1  | 0 | 0 |
| H. Haßhoff   | 2  | 0  | 0 | 0 |
| W. Jakobi    | 3  | 0  | 0 | 0 |
| N. Liebeck   | 26 | 2  | 0 | 0 |
| H. Müllges   | 29 | 1  | 0 | 0 |
| M. Nehren    | 18 | 4  | 0 | 0 |
| A. Neunecker | 0  | 0  | 0 | 0 |
| W. Nothnik   | 24 | 3  | 0 | 0 |
| P. Richter   | 16 | 0  | 0 | 0 |
| U. Rother    | 16 | 0  | 0 | 0 |
| H. Schuch    | 28 | 0  | 0 | 0 |
| K. Schwarz   | 10 | 0  | 0 | 0 |
| C. Storck    | 30 | 3  | 0 | 0 |
| H. Strich    | 30 | 0  | 0 | 0 |
| M. Zimmer    | 14 | 3  | 0 | 0 |